# 伊藤昇 (実業家)
伊藤 昇（いとう のぼる）は、日本の技術者、実業家。サントリープロダクツ代表取締役社長を経て、サントリーホールディングス顧問、日本ミネラルウォーター協会会長。

## 人物・経歴
群馬県出身。1982年筑波大学大学院農学研究科修士課程修了、サントリー入社。2009年サントリーホールディングス執行役員。2014年サントリービール常務取締役生産研究本部長兼商品開発研究部長。2017年サントリープロダクツ代表取締役社長。2020年日本ミネラルウォーター協会会長、サントリーホールディングス顧問。